# Weinviertler Hügelland
Weinviertler Hügelland (česky Weinviertelská pahorkatina) je geomorfologický celek v oblasti Západních Vněkarpatských sníženin. I když malými částmi zasahuje na Moravu, jeho převážná část leží v Dolním Rakousku v oblasti Weinviertel, jež mu dala jméno. Nejvyšším bodem je Buschberg (491 m n. m.) v podcelku Leiser Berge.